# 3-羟基-2-萘甲酸
3-羟基-2-萘甲酸（也称为“β-萘酚-3-甲酸”）是一种有机化合物，化学式C10H6(OH)(CO2H)，可看作的2-萘酚的羧基衍生物，可由2-萘酚通过科尔贝－施密特反应羧化而来。3-羟基-2-萘甲酸是合成许多偶氮染料的前体。